# Ovie Ejaria
Ovie Ejaria (London, 1997. november 18. –) angol utánpótlás-válogatott labdarúgó, jelenleg a Reading játékosa.

## Pályafutása

### Klubcsapatokban
Ejaria Southwarkban, Londonban született, gyermekként pedig az Arsenalnak, a város egyik csapatának szurkolt. Ide is került karrierje kezdetén, kilenc évig játszott a klub akadémiáján. A Liverpool 2014 nyarán szerezte meg, először 2016-ban lépett itt pályára a felnőtt csapattal. 2018 januárjában egyezett meg a Sunderland csapatával, és az idény hátralévő részében ott szerepelt kölcsönben. Összesen 11 mérkőzésen lépett pályára, és egy gólt szerzett, a csapat pedig kiesett a League One-ba. Ez év nyarán a skót első osztályú Rangers mellett kötelezte el magát, és miután aláírta hosszútávú szerződését a Liverpoollal, a Steven Gerrard vezette csapathoz ment kölcsönbe. 2018 decemberében, idő előtt utazott vissza a Vörösökhöz. 2019 januárjában ezért az angol másodosztályú Readinghez szerződött, és a nyárig hátralévő fél idényt itt töltötte. 2019 nyarán nem utazott vissza a Liverpoolhoz, hanem meghosszabbította kölcsönszerződését a Championship-beli klubbal, melyben szerepel egy vásárlási opció is. 2020. augusztus 28-án élt a vásárlási opcióval a klub és négy évre szerződtette.

### A válogatottban
Ejaria nigériai származása miatt választhatott, hogy Nigériát vagy Angliát kívánja képviselni. Eleinte az afrikaiak mellett döntött, és edzett is az U17-es válogatottjukkal, azonban várakozásai ellenére nem hívták a felnőttek közé, így az angol nemzeti csapatot választotta. 2016 októberében debütált az U20-as válogatottban, majd bekerült a 2017-es U20-as világbajnokság keretébe is. Mindössze két mérkőzésen lépett pályára a torna során, melyet végül Anglia nyert. A döntőben nem kapott lehetőséget. 2018 márciusában az U21-es csapatba is behívták, és Románia ellen debütált is. 2019-ben Nigéria, és főleg a szövetségi kapitány, Gernot Rohr nagy erőkkel próbálta őt megszerezni, azonban Ejaria nem döntött a váltás mellett.

## Statisztika
| Klub                 | Szezon           | Bajnokság            | Bajnokság | Bajnokság | Nemzeti kupa | Nemzeti kupa | Ligakupa | Ligakupa | Európai kupa | Európai kupa | Összesen | Összesen |
| Klub                 | Szezon           | Bajnokság neve       | Mérk.     | Gól       | Mérk.        | Gól          | Mérk.    | Gól      | Mérk.        | Gól          | Mérk.    | Gól      |
| -------------------- | ---------------- | -------------------- | --------- | --------- | ------------ | ------------ | -------- | -------- | ------------ | ------------ | -------- | -------- |
| Liverpool            | 2016–17          | Premier League       | 2         | 0         | 3            | 0            | 3        | 0        | —            | —            | 8        | 0        |
| Liverpool            | 2017–18          | Premier League       | 0         | 0         | 0            | 0            | 0        | 0        | 0            | 0            | 0        | 0        |
| Liverpool            | 2018–19          | Premier League       | 0         | 0         | —            | —            | —        | —        | —            | —            | 0        | 0        |
| Liverpool            | Összesen         | Összesen             | 2         | 0         | 3            | 0            | 3        | 0        | 0            | 0            | 8        | 0        |
| Sunderland (kölcsön) | 2017–18          | Championship         | 11        | 1         | —            | —            | —        | —        | —            | —            | 11       | 1        |
| Rangers (kölcsön)    | 2018–19          | Scottish Premiership | 14        | 1         | 0            | 0            | 3        | 0        | 11           | 1            | 28       | 2        |
| Reading (kölcsön)    | 2018–19          | Championship         | 16        | 1         | —            | —            | —        | —        | —            | —            | 16       | 1        |
| Reading (kölcsön)    | 2019–20          | Championship         | 36        | 3         | 1            | 0            | 2        | 0        | —            | —            | 39       | 3        |
| Reading (kölcsön)    | Összesen         | Összesen             | 52        | 4         | 1            | 0            | 2        | 0        | —            | —            | 55       | 4        |
| Karrier összesen     | Karrier összesen | Karrier összesen     | 79        | 6         | 4            | 0            | 8        | 0        | 11           | 1            | 102      | 7        |

## Sikerei, díjai

### Válogatott

#### Anglia U20
- U20-as világbajnokság: világbajnok (2017)